# Ser o no ser (sèrie de televisió)
Ser o no ser és una sèrie web espanyola amb temàtica LGBT original de RTVE Play. Està creada per Coral Cruz. La sèrie es va estrenar el 30 de març de 2022.

## Sinopsi
En Joel (Ander Puig), un noi trans de 16 anys, comença el batxillerat escènic en un nou institut on ningú el coneix. Fa uns mesos que està transitant i, amb el passing que té, es pot presentar als seus companys tal com sempre s'ha vist. Tot i això, l'ocultació del procés de transició entrarà en conflicte amb l'exigència de la seva professora de teatre, que demana als seus alumnes que es treguin totes les màscares per poder ficar-se a la pell dels personatges. En Joel té por de no ser acceptat i també de perdre l'interès de l'Ona, una companya de classe, de qui s'ha enamorat a primera vista.

## Repartiment

### Principal
- Ander Puig com a Joel
- Anna Alarcón com a Ana
- Júlia Gibert com a Ona
- Berta Galo com a Laia
- Lion Armes com a Ricky
- Eduard Torres com a Víctor
- Enzo Oliver com a Álex
- Nil Carbonell com a Gaby Rodríguez
- Anna Bernal com a Xènia (temporada 1)
- Alícia Falcó com a Bruna (temporada 2)

Amb la col·laboració especial de
- Emma Vilarasau com a Carmen
- Lluïsa Mallol com l'àvia d'en Joel (temporada 1)

## Episodis

### Temporada 1 (2022)
| Núm. total | Núm. de la temporada | Títol                 | Direcció      | Guió       | Data d'emissió original |
| ---------- | -------------------- | --------------------- | ------------- | ---------- | ----------------------- |
| 1          | 1                    | «Máscara»             | Marta Pahissa | Coral Cruz | 30 de març de 2022      |
| 2          | 2                    | «Réplicas»            | Marta Pahissa | Coral Cruz | 30 de març de 2022      |
| 3          | 3                    | «Cambio de escenario» | Marta Pahissa | Coral Cruz | 30 de març de 2022      |
| 4          | 4                    | «Catársis»            | Marta Pahissa | Coral Cruz | 30 de març de 2022      |
| 5          | 5                    | «Ensayos»             | Marta Pahissa | Coral Cruz | 30 de març de 2022      |
| 6          | 6                    | «Pánico escénico»     | Marta Pahissa | Coral Cruz | 30 de març de 2022      |

### Temporada 2 (2023)
| Núm. total | Núm. de la temporada | Títol                  | Direcció      | Guió       | Data d'emissió original |
| ---------- | -------------------- | ---------------------- | ------------- | ---------- | ----------------------- |
| 7          | 1                    | «Propuesta argumental» | Marta Pahissa | Coral Cruz | 11 d'octubre de 2023    |
| 8          | 2                    | «La escaleta»          | Marta Pahissa | Coral Cruz | 11 d'octubre de 2023    |
| 9          | 3                    | «El libreto»           | Marta Pahissa | Coral Cruz | 11 d'octubre de 2023    |
| 10         | 4                    | «Primera lectura»      | Marta Pahissa | Coral Cruz | 11 d'octubre de 2023    |
| 11         | 5                    | «Reescritura»          | Marta Pahissa | Coral Cruz | 11 d'octubre de 2023    |
| 12         | 6                    | «Versión definitiva»   | Marta Pahissa | Coral Cruz | 11 d'octubre de 2023    |